# Олд Мистик (Конектикат)
Олд Мистик (енгл. Old Mystic) насељено је место без административног статуса у америчкој савезној држави Конектикат.

## Демографија
По попису из 2010. године број становника је 3.554, што је 349 (10,9%) становника више него 2000. године.
| Група             | 2000.         | 2010.         |
| Белци             | 2.861 (89,3%) | 2.946 (82,9%) |
| Афроамериканци    | 78 (2,4%)     | 123 (3,5%)    |
| Азијати           | 110 (3,4%)    | 229 (6,4%)    |
| Хиспаноамериканци | 52 (1,6%)     | 122 (3,4%)    |
| Укупно            | 3.205         | 3.554         |